# La Costa (Guixers)
La Costa és una masia situada al municipi de Guixers, a la comarca catalana del Solsonès. Es troba a la vora de l'església de Santa Magdalena del Collell.